# Brachystelma cummingii
Brachystelma cummingii là một loài thực vật có hoa trong họ La bố ma. Loài này được A.P.Dold mô tả khoa học đầu tiên năm 2002.